# Liste der Nummer-eins-Hits in den USA (2001)
Dies ist eine Liste der Nummer-eins-Hits in den von Billboard ermittelten Charts in den USA (Hot 100) im Jahr 2001. In diesem Jahr gab es fünfzehn Nummer-eins-Singles und sechsundzwanzig Nummer-eins-Alben.

## Singles
| ← 2000 ← | Liste der Nummer-eins-Hits in den USA | Liste der Nummer-eins-Hits in den USA    | Liste der Nummer-eins-Hits in den USA                                                                  | 2002 →                    |
| \| Zeitraum \| Wo. ges. \| Interpret \| Titel Autor(en) \| Zusätzliche Informationen \| \| (Zeitraum, Wochen auf Platz eins, Interpret, Titel, Autor[en], zusätzliche Informationen) \| \| \| \| \| \| ----------------------------------------------------------------------------------------- \| -------- \| ---------------------------------------- \| --------------------------------------------------------------------------------------------------------- \| ------------------------- \| \| 18. November 2000 – 2. Februar 2001 11 Wochen (insgesamt 11) \| 11 \| Destiny’s Child \| Independent Women Part I[1] Beyoncé Knowles, Cory Rooney, Samuel Barnes, Jean-Claude Olivier \| - \| \| 3. Februar 2001 – 16. Februar 2001 2 Wochen (insgesamt 2) \| 2 \| Shaggy feat. Ricardo 'RikRok' Ducent \| It Wasn’t Me[2] Shaggy, RikRok, Shaun Pizzonia, Braun Thompson \| - \| \| 17. Februar 2001 – 23. Februar 2001 1 Woche (insgesamt 1) \| 1 \| OutKast \| Ms. Jackson[3] André Benjamin, Antwan Patton, David Sheats, Shuggie Otis \| - \| \| 24. Februar 2001 – 23. März 2001 4 Wochen (insgesamt 4) \| 4 \| Joe feat. Mystikal \| Stutter[4] Ernest E. Dixon, Roy „Royalty“ Hamilton \| - \| \| 24. März 2001 – 30. März 2001 1 Woche (insgesamt 2) \| 2 \| Crazy Town \| Butterfly[5] John Frusciante, Bret Mazur, Michael „Flea“ Balzary, Seth „Shifty Shellshock“ Binzer \| - \| \| 31. März 2001 – 6. April 2001 1 Woche (insgesamt 1) \| 1 \| Shaggy feat. Rayvon \| Angel[6] Shaggy, Ahmet Ertegün, Eddie Curtis, Chip Taylor, Steve Miller \| - \| \| 7. April 2001 – 13. April 2001 1 Woche (insgesamt 2) \| 2 \| Crazy Town \| Butterfly John Frusciante, Bret Mazur, Michael „Flea“ Balzary, Seth „Shifty Shellshock“ Binzer \| - \| \| 14. April 2001 – 1. Juni 2001 7 Wochen (insgesamt 7) \| 7 \| Janet Jackson \| All for You[7] Janet Jackson, James Harris III, Terry Lewis, David Romani, Wayne Garfield, Mauro Malavasi \| - \| \| 2. Juni 2001 – 6. Juli 2001 5 Wochen (insgesamt 5) \| 5 \| Christina Aguilera, Lil' Kim, Mýa & Pink \| Lady Marmalade[8] Bob Crewe, Kenny Nolan \| - \| \| 7. Juli 2001 – 3. August 2001 4 Wochen (insgesamt 4) \| 4 \| Usher \| U Remind Me[9] Anita McCloud, Edmund Clement \| - \| \| 4. August 2001 – 17. August 2001 2 Wochen (insgesamt 2) \| 2 \| Destiny’s Child \| Bootylicious[10] Rob Fusari, Beyoncé Knowles, Falonte Moore, Stevie Nicks, Kelly Rowland \| - \| \| 18. August 2001 – 7. September 2001 3 Wochen (insgesamt 6) \| 6 \| Alicia Keys \| Fallin'[11] Alicia Keys \| - \| \| 8. September 2001 – 28. September 2001 3 Wochen (insgesamt 5) \| 5 \| Jennifer Lopez feat. Ja Rule \| I’m Real (Murder Remix)[12] Jennifer Lopez, Troy Oliver, Cory Rooney, Leshan Lewis, Martin Denny \| - \| \| 29. September 2001 – 19. Oktober 2001 3 Wochen (insgesamt 6) \| 6 \| Alicia Keys \| Fallin' Alicia Keys \| - \| \| 20. Oktober 2001 – 2. November 2001 2 Wochen (insgesamt 5) \| 5 \| Jennifer Lopez feat. Ja Rule \| I'm Real (Murder Remix) Jennifer Lopez, Troy Oliver, Cory Rooney, Leshan Lewis, Martin Denny \| - \| \| 3. November 2001 – 14. Dezember 2001 6 Wochen (insgesamt 6) \| 6 \| Mary J. Blige \| Family Affair[13] Mary J. Blige, Andre Young, Bruce Miller, Camara Kambon, Mike Elizondo \| - \| \| 15. Dezember 2001 – 21. Dezember 2001 1 Woche (insgesamt 6) \| 6 \| Usher \| U Got It Bad[14] Jermaine Dupri, Usher, Bryan-Michael Cox, R. Kelly \| - \| \| 22. Dezember 2001 – 18. Januar 2002 4 Wochen (insgesamt 4) \| 4 \| Nickelback \| How You Remind Me[15] Chad Kroeger, Nickelback \| - \| |                                       |                                          | |                           |
| ← 2000 |                                       |                                          | | → 2002 →                  |
| Zeitraum | Wo. ges.                              | Interpret                                | Titel Autor(en)                                                                                        | Zusätzliche Informationen |
| (Zeitraum, Wochen auf Platz eins, Interpret, Titel, Autor[en], zusätzliche Informationen) |                                       |                                          | |                           |
| 18. November 2000 – 2. Februar 2001 11 Wochen (insgesamt 11) | 11                                    | Destiny’s Child                          | Independent Women Part I Beyoncé Knowles, Cory Rooney, Samuel Barnes, Jean-Claude Olivier              | -                         |
| 3. Februar 2001 – 16. Februar 2001 2 Wochen (insgesamt 2) | 2                                     | Shaggy feat. Ricardo 'RikRok' Ducent     | It Wasn’t Me Shaggy, RikRok, Shaun Pizzonia, Braun Thompson                                            | -                         |
| 17. Februar 2001 – 23. Februar 2001 1 Woche (insgesamt 1) | 1                                     | OutKast                                  | Ms. Jackson André Benjamin, Antwan Patton, David Sheats, Shuggie Otis                                  | -                         |
| 24. Februar 2001 – 23. März 2001 4 Wochen (insgesamt 4) | 4                                     | Joe feat. Mystikal                       | Stutter Ernest E. Dixon, Roy „Royalty“ Hamilton                                                        | -                         |
| 24. März 2001 – 30. März 2001 1 Woche (insgesamt 2) | 2                                     | Crazy Town                               | Butterfly John Frusciante, Bret Mazur, Michael „Flea“ Balzary, Seth „Shifty Shellshock“ Binzer         | -                         |
| 31. März 2001 – 6. April 2001 1 Woche (insgesamt 1) | 1                                     | Shaggy feat. Rayvon                      | Angel Shaggy, Ahmet Ertegün, Eddie Curtis, Chip Taylor, Steve Miller                                   | -                         |
| 7. April 2001 – 13. April 2001 1 Woche (insgesamt 2) | 2                                     | Crazy Town                               | Butterfly John Frusciante, Bret Mazur, Michael „Flea“ Balzary, Seth „Shifty Shellshock“ Binzer         | -                         |
| 14. April 2001 – 1. Juni 2001 7 Wochen (insgesamt 7) | 7                                     | Janet Jackson                            | All for You Janet Jackson, James Harris III, Terry Lewis, David Romani, Wayne Garfield, Mauro Malavasi | -                         |
| 2. Juni 2001 – 6. Juli 2001 5 Wochen (insgesamt 5) | 5                                     | Christina Aguilera, Lil' Kim, Mýa & Pink | Lady Marmalade Bob Crewe, Kenny Nolan                                                                  | -                         |
| 7. Juli 2001 – 3. August 2001 4 Wochen (insgesamt 4) | 4                                     | Usher                                    | U Remind Me Anita McCloud, Edmund Clement                                                              | -                         |
| 4. August 2001 – 17. August 2001 2 Wochen (insgesamt 2) | 2                                     | Destiny’s Child                          | Bootylicious Rob Fusari, Beyoncé Knowles, Falonte Moore, Stevie Nicks, Kelly Rowland                   | -                         |
| 18. August 2001 – 7. September 2001 3 Wochen (insgesamt 6) | 6                                     | Alicia Keys                              | Fallin' Alicia Keys                                                                                    | -                         |
| 8. September 2001 – 28. September 2001 3 Wochen (insgesamt 5) | 5                                     | Jennifer Lopez feat. Ja Rule             | I’m Real (Murder Remix) Jennifer Lopez, Troy Oliver, Cory Rooney, Leshan Lewis, Martin Denny           | -                         |
| 29. September 2001 – 19. Oktober 2001 3 Wochen (insgesamt 6) | 6                                     | Alicia Keys                              | Fallin' Alicia Keys                                                                                    | -                         |
| 20. Oktober 2001 – 2. November 2001 2 Wochen (insgesamt 5) | 5                                     | Jennifer Lopez feat. Ja Rule             | I'm Real (Murder Remix) Jennifer Lopez, Troy Oliver, Cory Rooney, Leshan Lewis, Martin Denny           | -                         |
| 3. November 2001 – 14. Dezember 2001 6 Wochen (insgesamt 6) | 6                                     | Mary J. Blige                            | Family Affair Mary J. Blige, Andre Young, Bruce Miller, Camara Kambon, Mike Elizondo                   | -                         |
| 15. Dezember 2001 – 21. Dezember 2001 1 Woche (insgesamt 6) | 6                                     | Usher                                    | U Got It Bad Jermaine Dupri, Usher, Bryan-Michael Cox, R. Kelly                                        | -                         |
| 22. Dezember 2001 – 18. Januar 2002 4 Wochen (insgesamt 4) | 4                                     | Nickelback                               | How You Remind Me Chad Kroeger, Nickelback                                                             | -                         |

## Alben
| ← 2000 ← | Liste der Nummer-eins-Alben in den USA | Liste der Nummer-eins-Alben in den USA | Liste der Nummer-eins-Alben in den USA | 2002 → |
| \| Zeitraum \| Wo. ges. \| Interpret \| Titel \| Zusätzliche Informationen \| \| (Zeitraum, Wochen auf Platz eins, Interpret, Titel, zusätzliche Informationen) \| \| \| \| \| \| ------------------------------------------------------------------------------ \| -------- \| ------------------ \| ----------------------------------- \| --------------------------------------------------------------------------------------------------------------------------------------------------------------------------------------------------------------------------------------------------------------------------------------------- \| \| 30. Dezember 2000 – 9. Februar 2001 6 Wochen (insgesamt 8) \| 8 \| The Beatles \| 1[16] \| 30 Jahre nach Auflösung der Beatles erschien eine Kompilation mit ihren Nummer-eins-Hits. Diese stellte das 19. und zugleich das bisher letzte Nummer-eins-Album der Band in den Vereinigten Staaten dar. Damit sind sie vor Jay-Z (14 Alben) der erfolgreichste Künstler in den Albencharts. \| \| 10. Februar 2001 – 16. Februar 2001 1 Woche (insgesamt 1) \| 1 \| Jennifer Lopez \| J.Lo[17] \| - \| \| 17. Februar 2001 – 16. März 2001 4 Wochen (insgesamt 4) \| 4 \| Shaggy \| Hot Shot[18] \| - \| \| 17. März 2001 – 30. März 2001 2 Wochen (insgesamt 2) \| 2 \| Dave Matthews Band \| Everyday[19] \| - \| \| 31. März 2001 – 13. April 2001 2 Wochen (insgesamt 6) \| 6 \| Shaggy \| Hot Shot \| - \| \| 14. April 2001 – 20. April 2001 1 Woche (insgesamt 1) \| 1 \| 2Pac \| Until the End of Time[20] \| - \| \| 21. April 2001 – 11. Mai 2001 3 Wochen (insgesamt 3) \| 3 \| Various Artists \| Now That’s What I Call Music! 6[21] \| - \| \| 12. Mai 2001 – 18. Mai 2001 1 Woche (insgesamt 1) \| 1 \| Janet Jackson \| All for You[22] \| - \| \| 19. Mai 2001 – 1. Juni 2001 2 Wochen (insgesamt 2) \| 2 \| Destiny’s Child \| Survivor[23] \| - \| \| 2. Juni 2001 – 8. Juni 2001 1 Woche (insgesamt 1) \| 1 \| Tool \| Lateralus[24] \| - \| \| 9. Juni 2001 – 29. Juni 2001 3 Wochen (insgesamt 3) \| 3 \| Staind \| Break the Cycle[25] \| - \| \| 30. Juni 2001 – 6. Juli 2001 1 Woche (insgesamt 1) \| 1 \| blink-182 \| Take Off Your Pants and Jacket[26] \| - \| \| 7. Juli 2001 – 13. Juli 2001 1 Woche (insgesamt 1) \| 1 \| D12 \| Devils Night[27] \| - \| \| 14. Juli 2001 – 20. Juli 2001 1 Woche (insgesamt 1) \| 1 \| Alicia Keys \| Songs in A Minor[28] \| - \| \| 21. Juli 2001 – 27. Juli 2001 1 Woche (insgesamt 2) \| 2 \| D12 \| Devils Night \| - \| \| 28. Juli 2001 – 10. August 2001 2 Wochen (insgesamt 3) \| 3 \| Alicia Keys \| Songs in A Minor \| - \| \| 11. August 2001 – 17. August 2001 1 Woche (insgesamt 1) \| 1 \| *NSYNC \| Celebrity[29] \| - \| \| 18. August 2001 – 7. September 2001 3 Wochen (insgesamt 3) \| 3 \| Various Artists \| Now That’s What I Call Music! 7[30] \| - \| \| 8. September 2001 – 14. September 2001 1 Woche (insgesamt 1) \| 1 \| Maxwell \| Now[31] \| - \| \| 15. September 2001 – 21. September 2001 1 Woche (insgesamt 1) \| 1 \| Aaliyah \| Aaliyah[32] \| - \| \| 22. September 2001 – 28. September 2001 1 Woche (insgesamt 1) \| 1 \| System Of A Down \| Toxicity[33] \| - \| \| 29. September 2001 – 19. Oktober 2001 3 Wochen (insgesamt 3) \| 3 \| Jay-Z \| The Blueprint[34] \| - \| \| 20. Oktober 2001 – 2. November 2001 2 Wochen (insgesamt 2) \| 2 \| Ja Rule \| Pain Is Love[35] \| - \| \| 3. November 2001 – 9. November 2001 1 Woche (insgesamt 1) \| 1 \| Various Artists \| God Bless America[36] \| - \| \| 10. November 2001 – 16. November 2001 1 Woche (insgesamt 1) \| 1 \| DMX \| The Great Depression[37] \| - \| \| 17. November 2001 – 23. November 2001 1 Woche (insgesamt 1) \| 1 \| Michael Jackson \| Invincible[38] \| - \| \| 24. November 2001 – 30. November 2001 1 Woche (insgesamt 1) \| 1 \| Britney Spears \| Britney[39] \| - \| \| 1. Dezember 2001 – 7. Dezember 2001 1 Woche (insgesamt 1) \| 1 \| Garth Brooks \| Scarecrow[40] \| - \| \| 8. Dezember 2001 – 28. Dezember 2001 3 Wochen (insgesamt 3) \| 3 \| Creed \| Weathered[41] \| - \| |                                        |                                        |                                        | |
| ← 2000 |                                        |                                        |                                        | → 2002 → |
| Zeitraum | Wo. ges.                               | Interpret                              | Titel                                  | Zusätzliche Informationen |
| (Zeitraum, Wochen auf Platz eins, Interpret, Titel, zusätzliche Informationen) |                                        |                                        |                                        | |
| 30. Dezember 2000 – 9. Februar 2001 6 Wochen (insgesamt 8) | 8                                      | The Beatles                            | 1                                      | 30 Jahre nach Auflösung der Beatles erschien eine Kompilation mit ihren Nummer-eins-Hits. Diese stellte das 19. und zugleich das bisher letzte Nummer-eins-Album der Band in den Vereinigten Staaten dar. Damit sind sie vor Jay-Z (14 Alben) der erfolgreichste Künstler in den Albencharts. |
| 10. Februar 2001 – 16. Februar 2001 1 Woche (insgesamt 1) | 1                                      | Jennifer Lopez                         | J.Lo                                   | - |
| 17. Februar 2001 – 16. März 2001 4 Wochen (insgesamt 4) | 4                                      | Shaggy                                 | Hot Shot                               | - |
| 17. März 2001 – 30. März 2001 2 Wochen (insgesamt 2) | 2                                      | Dave Matthews Band                     | Everyday                               | - |
| 31. März 2001 – 13. April 2001 2 Wochen (insgesamt 6) | 6                                      | Shaggy                                 | Hot Shot                               | - |
| 14. April 2001 – 20. April 2001 1 Woche (insgesamt 1) | 1                                      | 2Pac                                   | Until the End of Time                  | - |
| 21. April 2001 – 11. Mai 2001 3 Wochen (insgesamt 3) | 3                                      | Various Artists                        | Now That’s What I Call Music! 6        | - |
| 12. Mai 2001 – 18. Mai 2001 1 Woche (insgesamt 1) | 1                                      | Janet Jackson                          | All for You                            | - |
| 19. Mai 2001 – 1. Juni 2001 2 Wochen (insgesamt 2) | 2                                      | Destiny’s Child                        | Survivor                               | - |
| 2. Juni 2001 – 8. Juni 2001 1 Woche (insgesamt 1) | 1                                      | Tool                                   | Lateralus                              | - |
| 9. Juni 2001 – 29. Juni 2001 3 Wochen (insgesamt 3) | 3                                      | Staind                                 | Break the Cycle                        | - |
| 30. Juni 2001 – 6. Juli 2001 1 Woche (insgesamt 1) | 1                                      | blink-182                              | Take Off Your Pants and Jacket         | - |
| 7. Juli 2001 – 13. Juli 2001 1 Woche (insgesamt 1) | 1                                      | D12                                    | Devils Night                           | - |
| 14. Juli 2001 – 20. Juli 2001 1 Woche (insgesamt 1) | 1                                      | Alicia Keys                            | Songs in A Minor                       | - |
| 21. Juli 2001 – 27. Juli 2001 1 Woche (insgesamt 2) | 2                                      | D12                                    | Devils Night                           | - |
| 28. Juli 2001 – 10. August 2001 2 Wochen (insgesamt 3) | 3                                      | Alicia Keys                            | Songs in A Minor                       | - |
| 11. August 2001 – 17. August 2001 1 Woche (insgesamt 1) | 1                                      | *NSYNC                                 | Celebrity                              | - |
| 18. August 2001 – 7. September 2001 3 Wochen (insgesamt 3) | 3                                      | Various Artists                        | Now That’s What I Call Music! 7        | - |
| 8. September 2001 – 14. September 2001 1 Woche (insgesamt 1) | 1                                      | Maxwell                                | Now                                    | - |
| 15. September 2001 – 21. September 2001 1 Woche (insgesamt 1) | 1                                      | Aaliyah                                | Aaliyah                                | - |
| 22. September 2001 – 28. September 2001 1 Woche (insgesamt 1) | 1                                      | System Of A Down                       | Toxicity                               | - |
| 29. September 2001 – 19. Oktober 2001 3 Wochen (insgesamt 3) | 3                                      | Jay-Z                                  | The Blueprint                          | - |
| 20. Oktober 2001 – 2. November 2001 2 Wochen (insgesamt 2) | 2                                      | Ja Rule                                | Pain Is Love                           | - |
| 3. November 2001 – 9. November 2001 1 Woche (insgesamt 1) | 1                                      | Various Artists                        | God Bless America                      | - |
| 10. November 2001 – 16. November 2001 1 Woche (insgesamt 1) | 1                                      | DMX                                    | The Great Depression                   | - |
| 17. November 2001 – 23. November 2001 1 Woche (insgesamt 1) | 1                                      | Michael Jackson                        | Invincible                             | - |
| 24. November 2001 – 30. November 2001 1 Woche (insgesamt 1) | 1                                      | Britney Spears                         | Britney                                | - |
| 1. Dezember 2001 – 7. Dezember 2001 1 Woche (insgesamt 1) | 1                                      | Garth Brooks                           | Scarecrow                              | - |
| 8. Dezember 2001 – 28. Dezember 2001 3 Wochen (insgesamt 3) | 3                                      | Creed                                  | Weathered                              | - |

## Jahreshitparaden
| ← 2000 ← | Liste der Nummer-eins-Hits in den USA | Liste der Nummer-eins-Hits in den USA                         | Liste der Nummer-eins-Hits in den USA | 2002 →   |
| \| Singles \| Position# \| Alben \| \| ------------------------------------------------------------------------------------------------------------------------- \| --------- \| ------------------------------------------------------------- \| \| Hanging by a Moment Lifehouse Jason Wade \| 1 \| 1 The Beatles \| \| Fallin’ Alicia Keys \| 2 \| Hotshot Shaggy \| \| All for You Janet Jackson Janet Jackson, James Harris III, Terry Lewis, David Romani, Wayne Garfield, Mauro Malavasi \| 3 \| Black & Blue Backstreet Boys \| \| Drops of Jupiter (Tell Me) Train Train, Patrick Monahan \| 4 \| Now That’s What I Call Music! 6 Various Artists \| \| I’m Real (Murder Remix) Jennifer Lopez feat. Ja Rule Jennifer Lopez, Troy Oliver, Cory Rooney, Leshan Lewis, Martin Denny \| 5 \| Chocolate Starfish and the Hot Dog Flavored Water Limp Bizkit \| \| If You’re Gone Matchbox Twenty Rob Thomas \| 6 \| Hybrid Theory Linkin Park \| \| Let Me Blow Ya Mind Eve feat. Gwen Stefani Eve Jeffers, Andre Young, Mike Elizondo, Scott Storch, Steven Jordan \| 7 \| Break the Cycle Staind \| \| Thank You Dido Dido Armstrong, Paul Philip Herman \| 8 \| A Day Without Rain Enya \| \| Again Lenny Kravitz \| 9 \| Celebrity *NSYNC \| \| Independent Women Destiny’s Child Beyoncé, Sam Barnes, Jean-Claude Olivier, Cory Rooney \| 10 \| Country Grammar Nelly \| |                                       |                                                               |                                       |          |
| ← 2000 |                                       |                                                               |                                       | → 2002 → |
| Singles | Position#                             | Alben                                                         |                                       |          |
| Hanging by a Moment Lifehouse Jason Wade | 1                                     | 1 The Beatles                                                 |                                       |          |
| Fallin’ Alicia Keys | 2                                     | Hotshot Shaggy                                                |                                       |          |
| All for You Janet Jackson Janet Jackson, James Harris III, Terry Lewis, David Romani, Wayne Garfield, Mauro Malavasi | 3                                     | Black & Blue Backstreet Boys                                  |                                       |          |
| Drops of Jupiter (Tell Me) Train Train, Patrick Monahan | 4                                     | Now That’s What I Call Music! 6 Various Artists               |                                       |          |
| I’m Real (Murder Remix) Jennifer Lopez feat. Ja Rule Jennifer Lopez, Troy Oliver, Cory Rooney, Leshan Lewis, Martin Denny | 5                                     | Chocolate Starfish and the Hot Dog Flavored Water Limp Bizkit |                                       |          |
| If You’re Gone Matchbox Twenty Rob Thomas | 6                                     | Hybrid Theory Linkin Park                                     |                                       |          |
| Let Me Blow Ya Mind Eve feat. Gwen Stefani Eve Jeffers, Andre Young, Mike Elizondo, Scott Storch, Steven Jordan | 7                                     | Break the Cycle Staind                                        |                                       |          |
| Thank You Dido Dido Armstrong, Paul Philip Herman | 8                                     | A Day Without Rain Enya                                       |                                       |          |
| Again Lenny Kravitz | 9                                     | Celebrity *NSYNC                                              |                                       |          |
| Independent Women Destiny’s Child Beyoncé, Sam Barnes, Jean-Claude Olivier, Cory Rooney | 10                                    | Country Grammar Nelly                                         |                                       |          |